# Kitchener—Waterloo
Pour les articles homonymes, voir Kitchener (homonymie) et Waterloo (homonymie).
Circonscription électorale fédérale du Canada
Kitchener—Waterloo est une ancienne circonscription électorale fédérale et provinciale en Ontario (Canada).
La circonscription consistait en la ville de Waterloo avec une partie de la ville de Kitchener.
Les circonscriptions limitrophes étaient Kitchener—Conestoga et Kitchener Centre. 

## Résultats électoraux
|       | Candidat             | Parti              | # de voix | % des voix |
|       | (x) Peter Braid      | Conservateur       | +27 039,  | 40,85 %    |
|       | Andrew Telegdi       | Libéral            | +24 895,  | 37,62 %    |
|       | Bill Brown           | NPD                | +10 606,  | 16,03 %    |
|       | Cathy MacLellan      | Vert               | +03 158,  | 4,77 %     |
|       | Julian Ichim         | Marxiste-léniniste | +00066,   | 0,1 %      |
|       | Richard Walsh-Bowers | Indépendant        | +00174,   | 0,26 %     |
|       | Steven Bradley Scott | Indépendant        | +00245,   | 0,37 %     |
| Total | Total                | Total              | 66 183    | 100 %      |

|       | Candidat        | Parti             | # de voix | % des voix |
|       | (x) Peter Braid | Conservateur      | +21 830,  | 36,06 %    |
|       | Andrew Telegdi  | Libéral           | +21 813,  | 36,03 %    |
|       | Cindy Jacobsen  | NPD               | +08 915,  | 14,73 %    |
|       | Cathy MacLellan | Vert              | +07 326,  | 12,1 %     |
|       | Ramon Portillo  | Communiste        | +00105,   | 0,17 %     |
|       | Kyle Huntingdon | Action canadienne | +00105,   | 0,17 %     |
|       | Jason Cousineau | Libertarien       | +00333,   | 0,55 %     |
|       | Mark Corbiere   | Indépendant       | +00107,   | 0,18 %     |
| Total | Total           | Total             | 60 534    | 100 %      |

## Historique
La circonscription de Kitchener–Waterloo a été créée en 1996 à partir des circonscriptions de Kitchener Centre et de Waterloo. Abolie lors du redécoupage de 2012, elle est redistribuée parmi Waterloo, Kitchener—Conestoga et Kitchener-Centre.
1. 1997-2008 – Andrew Telegdi, PLC
2. 2008–2015 – Peter Baird, PCC

- PCC = Parti conservateur du Canada
- PLC = Parti libéral du Canada

## Circonscription provinciale
Depuis les élections provinciales ontariennes du 4 octobre 2007, l'ensemble des circonscriptions provinciales et des circonscriptions fédérales sont identiques.